# 아트 말리크
아트 말리크(영어: Art Malik, 1952년 11월 13일 ~ )는 파키스탄 출생 영국의 배우이다.